# Amp Futbol Cup
Amp Futbol Cup je každoroční mezinárodní turnaj ve fotbale amputovaných. Koná se ve Varšavě. Ze všech účastníků se dosud všech 12 turnajů zúčastnilo pouze domácí Polsko, které se také pokaždé umístilo na stupních vítězů.

## Turnaje
| Ročník | Zlatá medaile | Stříbrná medaile | Bronzová medaile                  | 4. místo                          | Počet týmů |
| ------ | ------------- | ---------------- | --------------------------------- | --------------------------------- | ---------- |
| 2012   | Anglie        | Ukrajina         | Polsko                            | Irsko                             | 5          |
| 2013   | Anglie        | Ukrajina         | Polsko                            | Nizozemsko                        | 5          |
| 2014   | Turecko       | Anglie           | Polsko                            | Ukrajina                          | 6          |
| 2015   | Turecko       | Polsko           | Španělsko                         | Itálie                            | 6          |
| 2016   | Rusko         | Polsko           | Anglie                            | Španělsko                         | 6          |
| 2017   | Anglie        | Polsko           | Japonsko                          | Irsko                             | 6          |
| 2018   | Anglie        | Rusko            | Polsko                            | Ukrajina                          | 6          |
| 2019   | Polsko        | Rusko            | Francie                           | Itálie                            | 6          |
| 2020   | Polsko        | Ázerbájdžán      | účastnily se pouze 2 reprezentace | účastnily se pouze 2 reprezentace | 2          |
| 2021   | Polsko        | Ukrajina         | Izrael                            | účastnily se pouze 3 reprezentace | 3          |
| 2022   | Polsko        | Anglie           | Maroko                            | Itálie                            | 6          |
| 2023   | Polsko        | Anglie           | Kostarika                         | Japonsko                          | 5          |

## Celková bilance reprezentací
| Reprezentace           | 2012             | 2013             | 2014             | 2015             | 2016             | 2017             | 2018             | 2019             | 2020             | 2021             | 2022             | 2023             |
| Anglie                 | Zlatá medaile    | Zlatá medaile    | Stříbrná medaile | Ne               | Bronzová medaile | Zlatá medaile    | Zlatá medaile    | Ne               | Ne               | Ne               | Stříbrná medaile | Stříbrná medaile |
| Ázerbájdžán            | Ne               | Ne               | Ne               | Ne               | Ne               | Ne               | Ne               | 6.               | Stříbrná medaile | Ne               | Ne               | Ne               |
| Belgie                 | Ne               | Ne               | 6.               | Ne               | Ne               | Ne               | Ne               | Ne               | Ne               | Ne               | Ne               | Ne               |
| Francie                | Ne               | Ne               | Ne               | 5.               | 6.               | 5.               | Ne               | Bronzová medaile | Ne               | Ne               | Ne               | Ne               |
| Řecko                  | Ne               | Ne               | Ne               | Ne               | Ne               | 6.               | Ne               | Ne               | Ne               | Ne               | Ne               | Ne               |
| Gruzie                 | Ne               | Ne               | Ne               | Ne               | Ne               | Ne               | Ne               | 5.               | Ne               | Ne               | Ne               | Ne               |
| Španělsko              | Ne               | Ne               | Ne               | Bronzová medaile | 4.               | Ne               | Ne               | Ne               | Ne               | Ne               | Ne               | Ne               |
| Nizozemsko             | Ne               | 4.               | Ne               | Ne               | Ne               | Ne               | 6.               | Ne               | Ne               | Ne               | Ne               | Ne               |
| Irsko                  | 4.               | Ne               | Ne               | 6.               | Ne               | 4.               | Ne               | Ne               | Ne               | Ne               | Ne               | Ne               |
| Izrael                 | Ne               | Ne               | Ne               | Ne               | Ne               | Ne               | Ne               | Ne               | Ne               | Bronzová medaile | Ne               | Ne               |
| Japonsko               | Ne               | Ne               | Ne               | Ne               | Ne               | Bronzová medaile | Ne               | Ne               | Ne               | Ne               | Ne               | 4.               |
| Kostarika              | Ne               | Ne               | Ne               | Ne               | Ne               | Ne               | Ne               | Ne               | Ne               | Ne               | Ne               | Bronzová medaile |
| Maroko                 | Ne               | Ne               | Ne               | Ne               | Ne               | Ne               | Ne               | Ne               | Ne               | Ne               | Bronzová medaile | Ne               |
| Německo                | Ne               | 5.               | Ne               | Ne               | Ne               | Ne               | Ne               | Ne               | Ne               | Ne               | Ne               | Ne               |
| Polsko                 | Bronzová medaile | Bronzová medaile | Bronzová medaile | Stříbrná medaile | Stříbrná medaile | Stříbrná medaile | Bronzová medaile | Zlatá medaile    | Zlatá medaile    | Zlatá medaile    | Zlatá medaile    | Zlatá medaile    |
| Polsko B               | 5.               | Ne               | Ne               | Ne               | Ne               | Ne               | Ne               | Ne               | Ne               | Ne               | Ne               | Ne               |
| Výběr Ekstraklasy      | Ne               | Ne               | Ne               | Ne               | Ne               | Ne               | Ne               | Ne               | Ne               | Ne               | 6.               | Ne               |
| Rusko                  | Ne               | Ne               | Ne               | Ne               | Zlatá medaile    | Ne               | Stříbrná medaile | Stříbrná medaile | Ne               | Ne               | Ne               | Ne               |
| Tanzanie               | Ne               | Ne               | Ne               | Ne               | Ne               | Ne               | Ne               | Ne               | Ne               | Ne               | 5.               | Ne               |
| Turecko                | Ne               | Ne               | Zlatá medaile    | Zlatá medaile    | Ne               | Ne               | Ne               | Ne               | Ne               | Ne               | Ne               | Ne               |
| Ukrajina               | Stříbrná medaile | Stříbrná medaile | 4.               | Ne               | Ne               | Ne               | 4.               | Ne               | Ne               | Stříbrná medaile | Ne               | Ne               |
| Spojené státy americké | Ne               | Ne               | Ne               | Ne               | Ne               | Ne               | Ne               | Ne               | Ne               | Ne               | 5.               | Ne               |
| Itálie                 | Ne               | Ne               | 5.               | 4.               | 5.               | Ne               | 5.               | 4.               | Ne               | Ne               | 4.               | Ne               |